# Föreningen Vetenskap och Folkbildning
Föreningen Vetenskap och Folkbildning oder Vetenskap och Folkbildning (schwedisch: Verein für Wissenschaft und Volksaufklärung) abgekürzt VoF, ist eine schwedische Skeptikervereinigung. Er wurde 1982 mit dem Ziel gegründet, das Bewusstsein der Öffentlichkeit für wissenschaftliche Methoden und Ergebnisse zu schärfen. Der Verein gibt die vierteljährlich erscheinende Zeitschrift Folkvett heraus und organisiert Vorträge zu Themen rund um Wissenschaft und Pseudowissenschaft.

## Organisation
Der aktuelle Vorsitzende ist Pontus Böckman (der auch Co-Moderator des European Skeptics Podcast und Vorstandsmitglied des European Council of Skeptical Organisations ist), während Lina Hedman als Vizepräsidentin fungiert. Weitere prominente Mitglieder sind der Philosophieprofessor Sven Ove Hansson, der von 1982 bis 1988 Vorsitzender war, der Professor für molekulare Zellbiologie Dan Larhammar (Vorsitzender 1998–2004) und der ESA-Astronaut Christer Fuglesang.
Die VoF ist Teil eines internationalen Netzwerks von Skeptikervereinigungen, deren größte das amerikanische Committee for Skeptical Inquiry (CSI) ist. Das CSI wurde sechs Jahre vor der VoF gegründet und diente als Vorbild für die schwedische Organisation.

## Kritik
Der Philosoph Martin Gustafsson von der Universität Stockholm argumentiert, dass die VoF die Bedrohungen gegen Rationalität und Wissenschaft übertreibt und dass ihre Vertreter sich fälschlicherweise als Außenseiter in einem Krieg gegen weit verbreiteten Aberglauben darstellen. Er behauptete auch, dass das Ideal der Aufklärung des freien Denkens mit dem Respekt vor wissenschaftlicher Autorität kollidiert, für den die VoF eintritt. Per-Anders Forstorp an der Königlichen Technischen Hochschule in Stockholm, behauptet, dass die VoF Positivismus und institutionalisierte Intoleranz repräsentiert.